# Telgte
Telgte település Németországban, azon belül Észak-Rajna-Vesztfália tartományban. Lakosainak száma 20 301 fő (2023. december 31.). Telgte Warendorf, Everswinkel, Greven (Mecklenburg) és Ostbevern községekkel határos.

## Népesség
A település népességének változása:
| Lakosok száma | 15 165 | 19 557 | 19 716 | 19 925 | 19 982 | 20 222 | 20 301 |
|               | 1975   | 2015   | 2017   | 2019   | 2021   | 2022   | 2023   |